# Jagel
Jagel (en danois: Hjagel) est une commune allemande de l'arrondissement de Schleswig-Flensbourg, Land de Schleswig-Holstein.

## Géographie
Jagel se situe dans un sandur.
| Dannewerk    | Busdorf | Selk     |
| Klein Rheide | Jagel   | Lottorf  |
|              | Kropp   | Owschlag |

## Histoire
Jagel est mentionné pour la première fois en 1323 sous le nom de Djagel comme un don à l'abbaye Saint-Jean de Schleswig.

## Infrastructures
Jagel se trouve au croisement de la Bundesautobahn 7 et de la Bundesstraße 77. Autour de la base aérienne de Schleswig-Jagel s'est développée une zone industrielle et commerciale.